# 시청점유율
“시청점유율”(視聽占有率, 영어: share)은 텔레비전 시청자의 총 시청 시간 중 특정 방송국 채널에 대한 시청 시간이 차지하는 비율을 말한다.
방송사업자의 시청점유율은 30%를 초과할 수 없으며, 정부 또는 지방자치단체가 전액 출차한 경우는 이를 초과할 수 있다.(방송법 제69조의 2)

## 목적
시청점유율을 조사하는 목적은 특정 방송 채널이 독과점을 제한해 방송의 자유와 독립을 보장하고 방송의 공적 책임을 높이기 위해서다.

## 시청률과의 차이
시청률은 텔레비전 보유세대 중 특정 시간에 특정 방송국이 송출하는 방송프로그램을 시청하고 있는 세대의 백분율이다.
예를 들어 A프로그램의 시청률이 30%라는 것은 텔레비전 보유세대 중 30%가 특정 시간에 그 프로그램을 봤다는 의미로, TV가 있는 10가구 중 3가구가 그 시간에 A프로그램을 봤다는 뜻이다.

## 방송법소유제한
- 방송사업자 시청점유율은 (특정 TV채널 시청시간) / (시청자의 전체TV 방송시청시간) * 100을 한 값으로 시청점유율 30% 초과 금지가 법령으로 정해져 있다.
- 위반 시 사후규제로 방송사업 소유제한, 방송 광고시간 제한, 방송시간 일부양도 등의 시정조치가 이루어 진다.